# Coelioxys buehleri
Coelioxys buehleri är en biart som beskrevs av Carlos Schrottky 1909. Coelioxys buehleri ingår i släktet kägelbin, och familjen buksamlarbin. Inga underarter finns listade i Catalogue of Life.